# Жигульский, Казимеж
Казимеж Францишек Жигульский (пол. Kazimierz Żygulski; 8 декабря 1919, Львов, Польская Республика — 23 февраля 2012, Варшава) — польский социолог культуры, политический, государственный и международный деятель, министр культуры и искусств Польши в 1982—1986 годах. педагог, профессор.

## Биография
В 1937 году окончил гимназию во Львове, затем поступил на юридический факультет Львовского университета имени Яна Казимира, который окончил в 1941 году. Активно участвовал в деятельности молодежных организаций и Демократической партии Польши.
Во время немецкой оккупации Польши был членом тайного Представительства Правительства Польши во Львове, а также судьей Особого суда.
После освобождения Львова Красной Армией в 1944 году был арестован работниками НКВД и приговорён к 15 годам лагерей за участие в работе Представительства Правительства Польши. Отбывал срок в лагерях Коми АССР в течение десяти лет. Освобождён в 1955 года.
В 1956 году вернулся в Польшу. С 1957 года работал в Польской академии наук, в 1959—1990 годах — сотрудник Института философии и социологии Польской академии наук. В 1973 г. — доцент, в 1983 г. — профессор.
В 1982—1986 годах работал министром культуры и искусств в правительстве Войцеха Ярузельского, в 1987—1989 годах занимал пост председателя Польского комитета по делам ЮНЕСКО, был членом Исполнительного совета Организация Объединенных Наций по вопросам образования, науки и культуры в Париже. В 1983 году избран членом Президиума Общества польско-советской дружбы. В августе 1984 года стал членом Гражданского комитета по празднованию 40-летия Варшавского восстания.
Был ректором и преподавателем Высшей школы социальных и экономических наук в Варшаве. Член Польского социологического общества, Европейской академии искусств, наук и гуманитарных наук, Международного совета музеев и др.

## Избранные публикации
- Введение в вопросы культуры
- Культурные ценности и модели
- Сообщество смеха
- Праздник и культура. Праздники новые и старые: размышления социолога. Пер. с польск. — М.: Прогресс, 1985.